# Freddie (album)
Freddie è il quarto album in studio del rapper statunitense Freddie Gibbs, pubblicato nel 2018.

## Tracce
1. Weight – 2:48
2. Automatic – 2:32
3. Death Row (featuring 03 Greedo) – 2:23
4. Triple Threat – 2:58
5. 2 Legit – 2:28
6. FLFM (Interlude) – 1:30
7. Set Set – 2:29
8. Toe Tag – 2:13
9. FBC – 2:04
10. Diamonds 2 (featuring Cassie Jo Craig and Irie Jane Gibbs) – 3:36